# Girl with Green Eyes
Girl with Green Eyes is een Britse film uit 1964 onder regie van Desmond Davis. De hoofdrollen worden gespeeld door Peter Finch, Rita Tushingham en Lynn Redgrave. De plot is geschreven door Edna O'Brien, aan de hand van haar boek The Lonely Girl (1962).
De film won in 1965 een Golden Globe voor de beste Engelstalige, niet-Amerikaanse film.

## Verhaal
Twee jonge vrouwen delen woonruimte in Dublin. Een van hen begint een verhouding met een vermogende oudere man, een schrijver. Zij komt van het Ierse platteland, hij heeft een ongelukkig huwelijk en een dochter. De normen van het rooms-katholieke Ierland uit 1964 staan zo'n verhouding niet toe, en er komen problemen. Wanneer het meisje bovendien ontdekt dat hij zijn vrouw en dochter niet kan loslaten, beëindigt ze de relatie.

## Rolverdeling
| Acteur             | Personage          |
| ------------------ | ------------------ |
| Rita Tushingham    | Kate Brady         |
| Lynn Redgrave      | Baba Brennan       |
| Peter Finch        | Eugene Gaillard    |
| Marie Kean         | Josie Hannigan     |
| Arthur O'Sullivan  | James Brady        |
| Julian Glover      | Malachi Sullivan   |
| T. P. McKenna      | priester Brown     |
| Lislott Goettinger | Joanna             |
| Pat Laffan         | Bertie Counihan    |
| Eileen Crowe       | Mrs. Byrne         |
| May Craig          | tante              |
| Joe Lynch          | Andy Devlin        |
| Yolande Turner     | Mary Maguire       |
| Harry Brogan       | Jack Holland       |
| Michael Hennessey  | Davey              |
| Joe O'Donnell      | Patrick Devlin     |
| Micheal O'Briain   | huurder            |
| David Kelly        | controleur tickets |